# Aleksandr Mordowin
Aleksandr Pawłowicz Mordowin (ros. Александр Павлович Мордовин, ur. 3 lutego 1873 w Petersburgu, zm. 31 marca 1938 w Borowiczach) – szermierz, szablista i florecista reprezentujący Rosję, uczestnik igrzysk w Sztokholmie w 1912 roku, gdzie wystartował w indywidualnym turnieju florecistów oraz w indywidualnym i drużynowym turnieju szablistów.